# 王鍔
王 鍔（おう がく、740年 - 815年）は、唐代の官僚・軍人。字は昆吾。

## 経歴
太原王氏を自称した。はじめ湖南都団練府裨将となった。楊炎が道州司馬に左遷されたとき、王鍔は楊炎に路上で挨拶し、楊炎はその言を尋常でないものとみなした。のちに嗣曹王李皋が湖南都団練使となると、王鍔は抜擢されて頼りにされた。武岡県の反乱軍の将の王国良を招撫して功績があり、邵州刺史に任じられた。建中3年（782年）、李皋が江西節度使に転じ、李希烈が南侵してくると、王鍔は李皋に請われて兵3000を率いて潯陽県に駐屯した。建中4年（783年）、李皋が蘄州を攻略すると、王鍔は江州刺史となり、御史中丞を兼ね、都虞候をつとめた。
興元元年（784年）、李皋が伊慎を派遣して安州を包囲させると、反乱軍は李皋に降伏を願い出たので、李皋は王鍔を使者として入城させた。王鍔は降伏の約束を成立させると、従わない者を殺して城を出た。翌日、開城すると、李皋は兵を率いて入城した。伊慎は反乱軍を屈服させたのが、自軍の包囲による手柄であって、王鍔が降したわけではないとみなしていたため、王鍔は病と称して伊慎を避けた。貞元元年（785年）、李皋が江陵尹・荊南節度使となると、王鍔は江陵少尹となり、御史中丞を兼ねた。馬彝と裴泰に粗野であるとして退任を求められ、再び都虞候となった。
貞元2年（786年）、王鍔は李皋に従って長安に入り、その推薦により鴻臚寺少卿に任じられた。ほどなく容管経略使として出向した。貞元11年（795年）、広州刺史・兼御史大夫・嶺南節度使に転じた。のちに刑部尚書に任じられた。貞元18年（802年）、淮南節度使の杜佑に代人を求められて、王鍔は検校兵部尚書となり、淮南節度副使をつとめた。貞元19年（803年）、検校尚書右僕射となった。貞元21年（805年）、検校司空に進んだ。
元和2年（807年）、王鍔は長安に入朝し、正式に尚書左僕射に任じられた。ほどなく検校司徒・河中節度使となった。元和5年（810年）、太子太傅を兼ね、河東節度使に転じた。元和9年（814年）、同中書門下平章事を加えられた。元和10年（815年）、死去した。享年は76。太尉の位を追贈された。諡は魏といった。
子に王稷があった。

## 伝記資料
- 『旧唐書』巻151 列伝第101
- 『新唐書』巻170 列伝第95